# Альпинистам блокадного Ленинграда
«Альпинистам блокадного Ленинграда» — мемориальная доска в память героической работы альпинистов в блокадном Ленинграде, задачей которых было замаскировать высотные ориентиры на территории города.
Располагается на стене дома № 9 на территории Петропавловской крепости в Санкт-Петербурге. Петропавловский собор, находящийся на её территории, был одной из архитектурных высотных доминант, которые должны были замаскировать альпинисты. Помимо этого, они работали над маскировкой Адмиралтейства, Инженерного замка, Исаакиевского собора и Никольского собора.
В группу работавших в Ленинграде альпинистов входили Михаил Бобров, Алоизий Земба, Александра Пригожева, Ольга Фирсова, Михаил Шестаков.
Один из них, Михаил Бобров, присутствовал на торжественной церемонии открытия доски, которая состоялась 18 января 2015 года.
Над памятной доской работал скульптор Григорий Ястребенецкий.

## Описание мемориальной доски

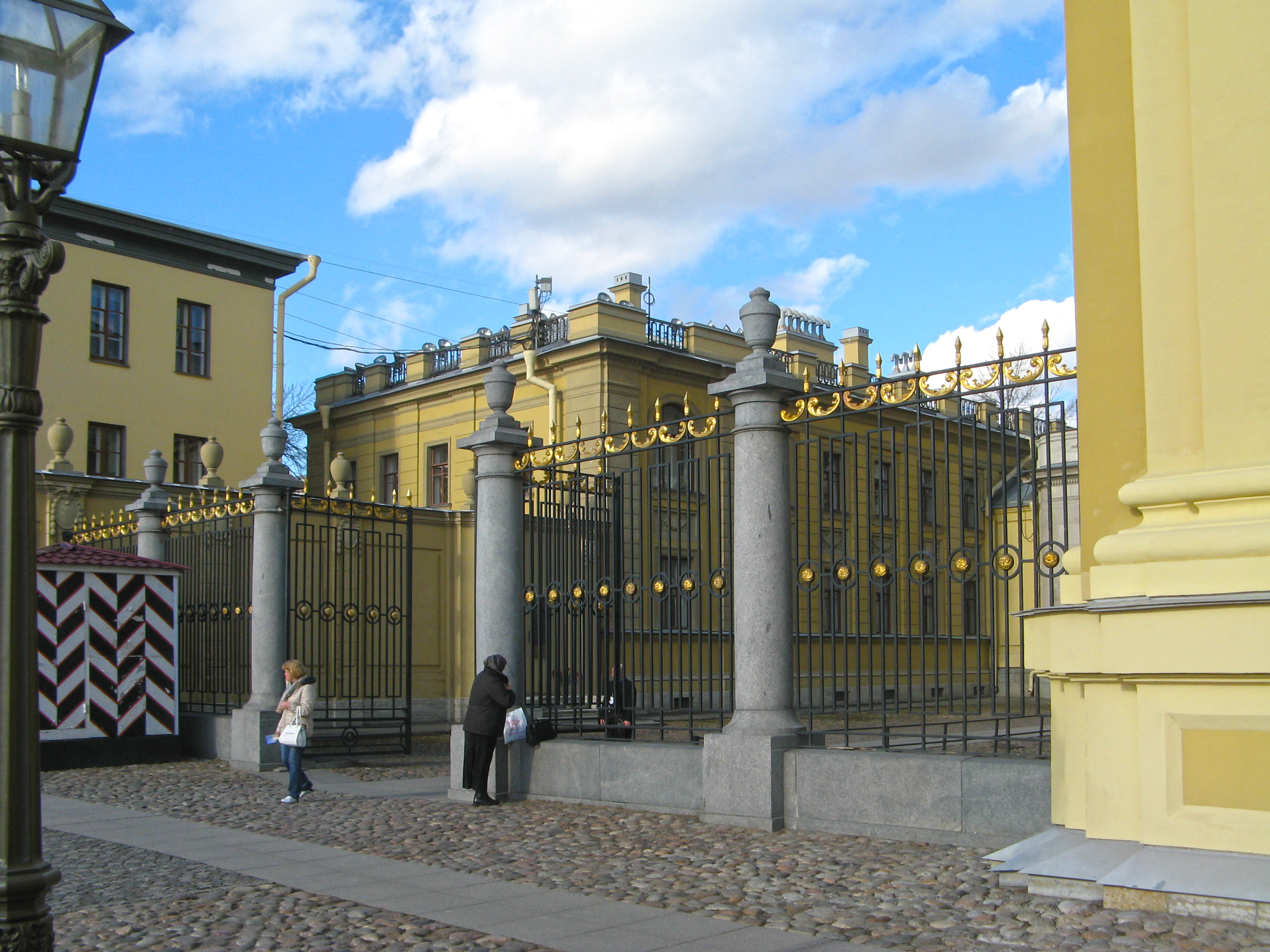
Вид через решётку ограды Петропавловского собора

Идея установки памятника блокадным альпинистам принадлежит писателю Даниилу Гранину и единственному на тот момент оставшемуся в живых участнику той альпинистской группы Михаилу Боброву. Первоначальная идея появилась за десять лет до установки доски, планировалось, что она будет находиться внутри Петропавловского собора, однако, позднее от этой концепции отказались. С учётом требований КГИОП к охране памятников было выбрано место на северной стене курдонёра Петропавловского собора.
Скульптурные оформление доски представляет собой барельеф, на котором изображены лица всех членов группы альпинистов, работавших в блокадном городе. Ниже их портретов располагается изображение Петропавловского собора, Адмиралтейства и Исаакиевского собора, которые объединены как самые знаменитые и узнаваемые объекты города, над которыми работали альпинисты-маскировщики.
Под барельефом находится мраморная доска, на которой находится текст:
«Барельеф установлен в честь героического подвига альпинистов — защитников блокадного Ленинграда Михаила Боброва, Ольги Фирсовой, Александры Пригожевой, Алоиза Зембы, Михаила Шестакова».

## О работе альпинистов в блокадном Ленинграде
Мемориальная доска «Альпинистам блокадного Ленинграда» была сооружена в честь группы альпинистов, работавших в первую блокадную зиму 1941—1942 годов над маскировкой архитектурных высотных доминант города. Первыми в этих работах, которые начались с маскировки шпиля Петропавловского собора, были заняты Михаил Бобров и Алоизий Зембе, позднее к ним присоединились Ольга Фирсова и Михаил Шестаков, а также Александра Пригожева.
Алоизий Земба и Александра Пригожева умерли во время блокады, не дожив до окончания войны.
Работы по маскировке высоких шпилей зданий были необходимы для того, чтобы затруднить ведение бомбардировок по городу, так как высотные доминанты могли использоваться для ориентировки при авианалётах.
Альпинисты с целью маскировки окрашивали заметные издалека блестящие поверхности матовыми камуфляжными красками. Для маскировки шпиля Адмиралтейства был сшит специальный тканевый чехол, который позволял не только закрыть блестящий шпиль, но и размыть его узнаваемые контуры.
Один из участников группы альпинистов, Михаил Шестаков, который помимо альпинистского дела занимался игрой на виолончели, играл в оркестре во время ставшего легендарным исполнения 7-й «Ленинградской» симфонии Шостаковича 9 августа 1942 года.